# Samuel Konitz

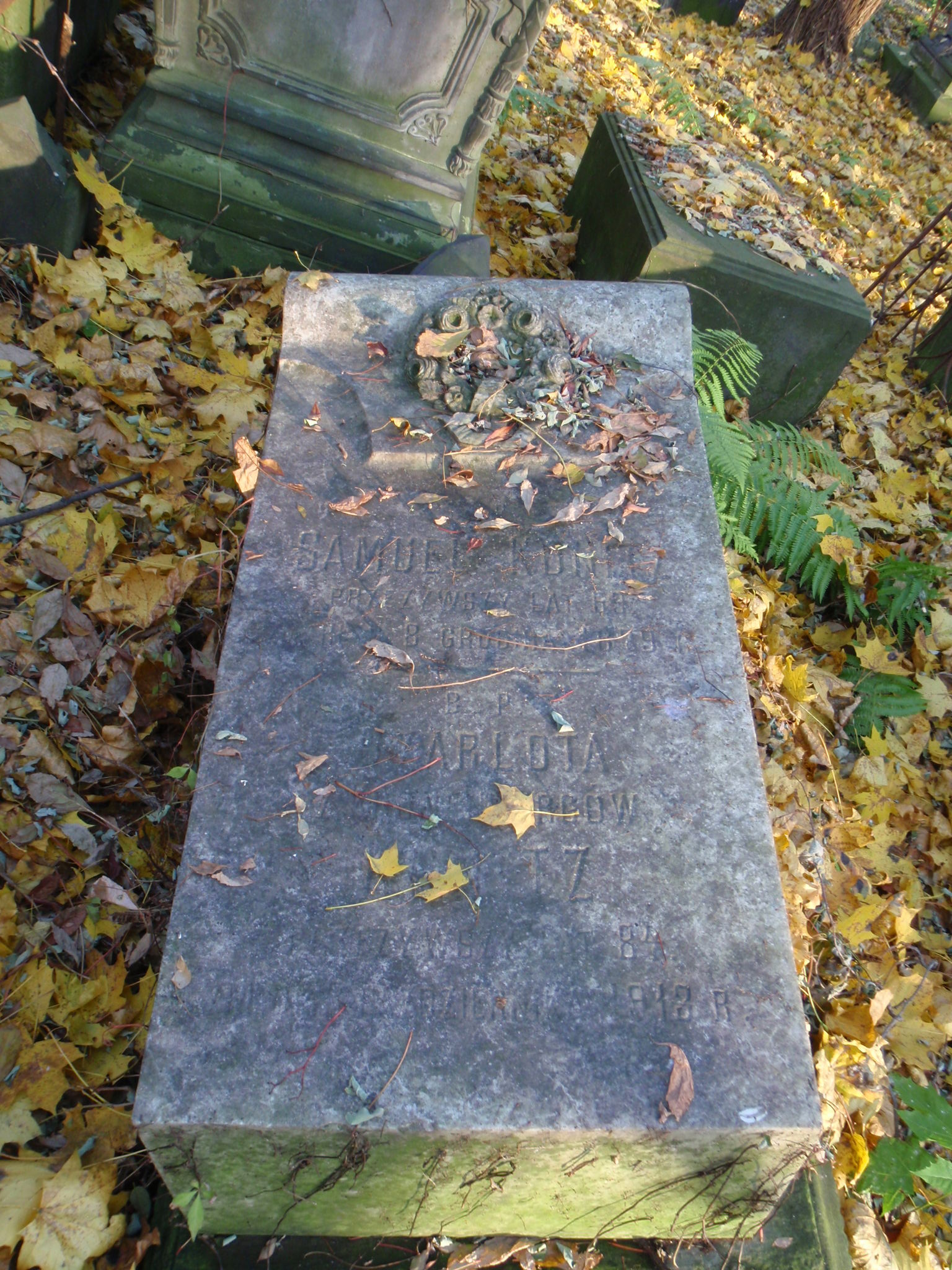
Grób Samuela Konitza na cmentarzu żydowskim w Warszawie

Samuel Konitz, spotykana też wersja Konic (ur. 26 marca 1821 w Warszawie, zm. 8 grudnia 1879 w Warszawie) – polski przedsiębiorca, działacz społeczny i ziemianin żydowskiego pochodzenia.
Urodził się jako syn kupca i maklera giełdowego Józefa (1789–1853) oraz Pauliny z domu Perelman (1793–1827). Był bratem m.in. Leona (1823–1895, ginekologa).
Był właścicielem destylarni i fabryki cykorii. W 1874 sprawował funkcję sędziego handlowego. Był właścicielem dóbr Ratów. Zasiadał w zarządzie Starego Szpitala Starozakonnych w Warszawie.
Był żonaty z Karoliną Kronenberg (1826–1913), córką Ludwika, z którą miał siedmioro dzieci: Michała (1848–1852), Paulinę Zofię (1850–1884), Józefa (ur. 1853, zmarłego w dzieciństwie), Teklę Jadwigę (1853–1910), Henryka (1860–1934, prawnika, polityka, publicystę), Józefa Stanisława (1861–1912) i Ludwikę Rozalię (ur. 1863).
Jest pochowany na cmentarzu żydowskim w Warszawie przy ulicy Okopowej (kwatera 26, rząd 5)